# ویتنی هجپت
ویتنی هجپت (به انگلیسی: Whitney Hedgepeth) (زادهٔ ۱۹ مارس ۱۹۷۱) شناگر اهل ایالات متحده آمریکا است.